# ダリオ・チストリーニ
ダリオ・チストリーニ（Dario Chistolini、1988年9月14日 - ）は、イタリアのラグビーユニオン選手。

## プロフィール
- 南アフリカ共和国・ケンプトンパーク出身[1]。
- ポジションはプロップ(PR)。
- 身長 180cm、体重 110kg
- イタリア代表通算キャップ数は20でラグビーワールドカップ2015のイタリア代表に選ばれた[2]。

## 略歴
ペトラルカ、グロスター、ゼブレ、ヴァロ・エミリア、ペトラルカを経て、2023年、ヴェロナに加入。